# École nationale de commerce et de gestion de Casablanca
L'École nationale de commerce et de gestion de Casablanca (ENCG-C) est une grande école de commerce marocaine, composante de l'Université Hassan II de Casablanca au Maroc.
Située dans le quartier industriel et d’affaires Ain Sebâa de la capitale économique du Royaume du Maroc, l’École Nationale de Commerce et de Gestion de Casablanca (ENCGC) forme des cadres dans les domaines de commerce et de gestion, débouchant sur les métiers du commerce international , de comptabilité et de la finance, de gestion des ressources humaines, d’audit et de contrôle de gestion et de conseil en management des organisations.
Cette école offre des échanges pour les étudiants avec des établissements d'élites en Allemagne, aux États-Unis, en France, en Finlande et en Chine .

## Présentation
L’École Nationale de Commerce et de Gestion de Casablanca est un établissement public de l’Université Hassan II de Casablanca et composante du réseau des ENCG du Royaume. Créée en 2007, L’ENCG Casablanca a pour objectifs de:
- Former des cadres de haut niveau dans les domaines du Commerce et de la Gestion;
- Faire participer les futurs cadres à l’animation culturelle et scientifique de la région à travers l’organisation et l’animation de conférences, séminaires, colloques, forums… ;
- Doter les futurs cadres de compétences managériales dans le domaine de Commerce et Gestion;

Ces objectifs s’inscrivent dans la stratégie de l’ENCG de Casablanca qui est portée sur un enseignement interactif associant expérience et théorie pour former des managers à fort potentiel, capables d’appréhender dans un cadre multinational les grands enjeux sociaux, politiques et économiques de demain.
L’École Nationale de Commerce et de gestion Casablanca propose une offre de formation riche diversifiée de diplômes qui sont structurés par filières:

## Formations

### Formation initiale

#### Concours d'accès et admission
Les étudiants qui désirent rejoindre l'ENCG Casablanca, postulent leurs candidature à partir du mois de juin jusqu'au début du mois de juillet de l'année en question et ce à travers la plateforme Tafem.ma, la candidature est ouverte face aux bachelier marocains et étrangers. Vers la troisième semaine du mois de juillet la liste des étudiants présélectionnés est affiché, la présélection, se réalise par ordre de mérité, sur la base de la moyenne générale des notes obtenues au baccalauréat de l'enseignement secondaire. Les seuils d'admission varient d'une année à une autre, mais généralement le seuil avoisine 14 pour les bacheliers issus de la filière sciences économiques, 14.5 pour la filière sciences mathématique et 16 pour la filière sciences expérimentales.
Les étudiants présélectionnés sont amenés à se présenter aux centres d'examens afin de passer un test écrit appelé "Test d'Admissibilité à la Formation En Management" d’où l'acronyme TAFEM. Ce test comprend 4 sous-tests à savoir :
- Un test de mémorisation
- Un test de problèmes mathématiques
- Un test de culture générale
- Un test de linguistique et sémantique.

La liste des étudiants retenus définitivement ainsi que la liste d'attente sont publiés dans la plateforme quelques jours après le passage du TAFEM. Généralement les étudiants retenus sont au nombre de 300.

#### Cursus cycle normale
La formation s'étale sur 5 ans (10 semestres). Les trois premières années d’études constituent le tronc commun destiné à l'acquisition d'une formation sur les différentes disciplines en commerce et gestion. En 4e année, les étudiants ont le choix entre les deux filières commerce ou gestion. En Semestre 8, les étudiants optent pour l'une des options cités dans le tableau ci-dessous:
| Les options en filière de commerce       | Les options en filière gestion             |
| ---------------------------------------- | ------------------------------------------ |
| - Marketing et action commerciale        | - Audit et contrôle de gestion (ACG)       |
| - Commerce international                 | - Gestion financière et comptable (GFC)    |
| - Publicité et Communication             | - Management des ressources humaines (MRH) |
| - Management de la Relation Client (MRC) | - Management de la logistique (ML)         |

#### Qualité académique
Les professeurs de l’ENCG-C sont fortement impliqués dans la pédagogie auprès  des  étudiants, auxquels il convient d’ajouter les intervenants extérieurs de haute qualité académique. Les professeurs de l'ENCG Casablanca s’investissent également dans la recherche scientifique, dans le but de produire de nouveaux savoirs pour garantir une irrigation permanente des enseignements par les plus récentes découverte en Management.

### Formation continue
L'École Nationale de commerce et de gestion propose également des formations continues, afin de perfectionner les acquis théoriques et méthodologiques nécessaires pour occuper un poste de responsabilité. Ci-après les formations continues proposées par l'ENCG Casablanca: 
Licence Professionnelle d'Université     
- Management et Administration des Entreprises
- Comptabilité Finances
- Management logistique et commerce international
- Stratégie Digitale et Management des Organisations
- Communication Digitale de l’Entreprise et Relation Client
- Management et Gouvernance des PME/PMI
- Marketing et Techniques Commerciales
- Management et Gestion des Entreprises

Master Spécialisé d'Université
- Management Logistique et Transports (MLT)
- Comptabilité, Contrôle de gestion et Audit (MCCA)
- Management des Ressources Humaines (MRH)
- Stratégie et Ingénierie Financière (MSIF)
- Actuariat et Finance (MAF)
- Marketing et Stratégie Commerciale (MMSC)
- Management des Établissements de Santé (MMES)
- Management Touristique (MMT)
- Management des Risques et RSE (MMRRSE)
- Management Stratégique et Gestion de l'Innovation (MSGI)

## Partenariats
L’ENCG de Casablanca a signé plusieurs conventions avec différentes Universités et écoles étrangères 
- Ludwigshafen University of Applied Sciences
- Wuhan University of Science and Technology
- University of Bridgeport / Springfield College
- Institut Supérieur de Commerce International de Dunkerque- Côte d’Opale  /  (IAE) de l'Université de Valenciennes
- Centria University of Applied Science
- Université de Jordanie
- Université de Carthage / École supérieure de commerce de Tunis
- L’Institut Supérieur de Management ISM  (Groupe ISM-Sénégal)